# Brabejum stellatifolium
Brabejum stellatifolium är den enda arten i släktet Brabejum i familjen proteaväxter. Arten är ett litet träd som ursprungligen kommer från Sydafrika och är nära släkt med det australiska släktet Macadamia. Liksom vissa Macadamia-arter har även Brabejum stellatifolium ätliga nötter och trädet odlas för nötterna, men nästan bara i Sydafrika.
Blommorna är vita, doftande och tvåkönade och sitter i axliknande samlingar. De blommar från december till januari och pollineras av insekter. Frukten är mandelformad och trädet kallas bland annat wild almond ("vildmandel") på engelska.

## Externa länkar

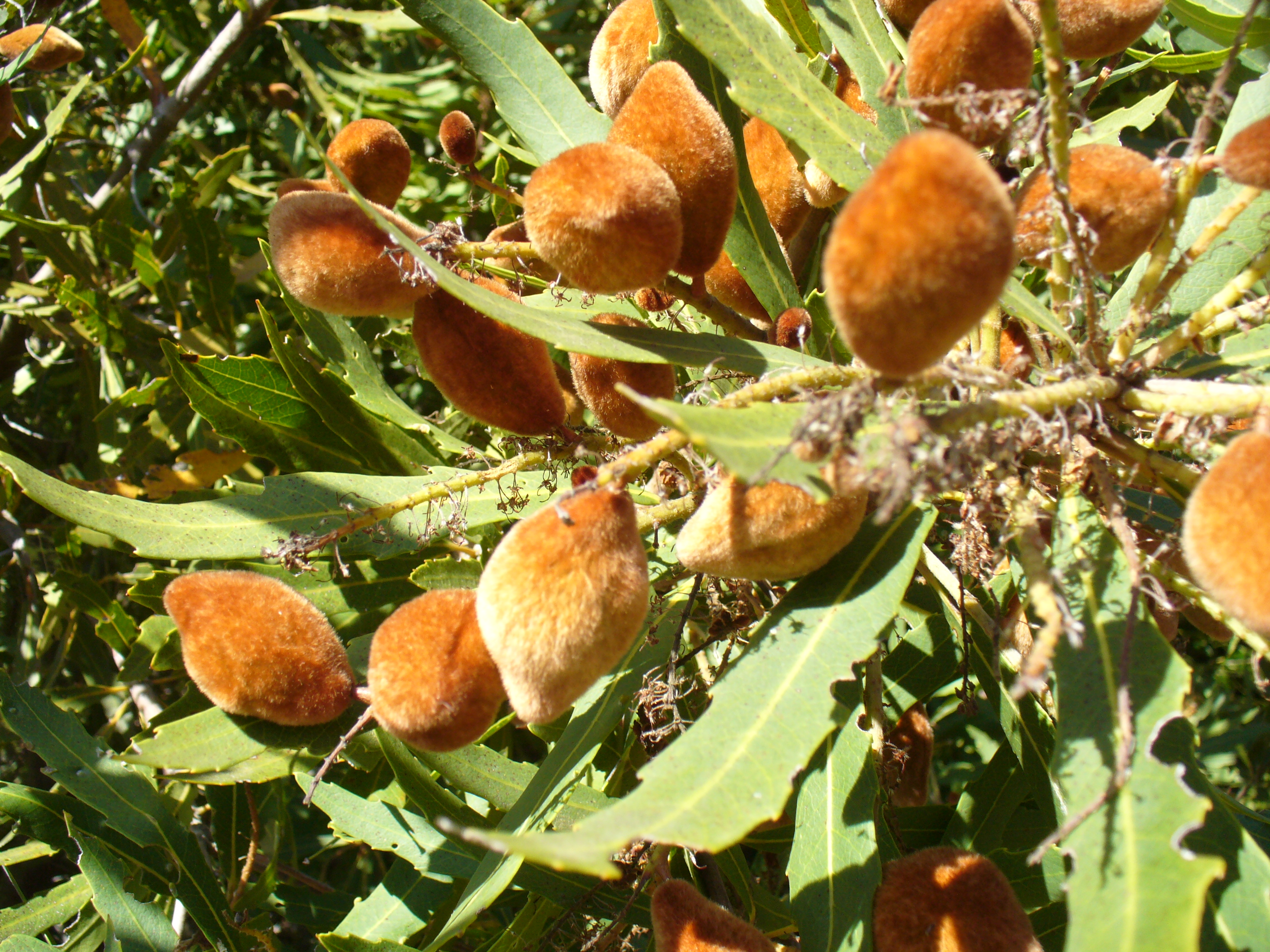
Fröställning.